# Litij-ionska baterija
Litij-ionska baterija (Li-Ion, LIB) pripada skupini punjivih baterija. U ovoj vrsti baterija tijekom pražnjenja litijevi ioni kreću se od negativne elektrode ka pozitivnoj. Suprotan se proces zbiva prigodom punjenja baterije. Ova vrsta baterija služi se interkaliranim litijevim spojem kao jednom elektrodnom tvari, za razliku od metaličnog litija koji se primjenjuje u nepunjivim litijevim baterijama. Stalne sastavnice litij-ionskog članka su elektrolit koji dopušta kretanje iona te dvije elektrode. Konvencijski katoda je metalni oksid, anoda ugljik, a elektrolit litijeva sol u organskom topivu.
Budući da je osnovna tvar vrlo lagana kovina litij, sama baterija vrlo je lagana. Prednost ovakve vrste baterije je vrlo velika gustoća energije koja je skoro dvostruko veća od obične NiMH baterije. Sljedeća prednost je triput veći nazivni napon od napona koji je u baterijama na bazi nikla (3,6 V prema 1,2V). Treća velika prednost u odnosu na niklove baterije je što ju nije nuždno održavati, jer nije podložna nikakvim štetnim efektima poput memorijskog kad ju se ne koristi niti kristalizacijskog. Zbog toga nema potrebe za periodičnim pražnjenjem, a može ju se puniti u bilo kojem vremenu. Četvrta prednost litij-ionske baterije je dug životni vijek koji može biti od 500 do 1000 ciklusa. 
Veliki je kapacitet. 
Slabost ove baterije je ta što je vrlo osjetljiva na prepunjavanje kao i na pretjerano pražnjenje. Taj je problem riješen elektroničkim putem, pa tako svaka komercijalna litij-ionska baterija ima elektroniku koja rješava taj problem umjesto korisnika. Druga slabost litij-ionske baterije je što nije pogodna za pražnjenje jakom strujom. Usprkos tome, vrlo je prikladna za mobilne telefonske uređaje. Treća slabost litij-ionske baterije je što ova baterija može stariti i kad ju se ne uporabljuje, i to znatno više nego kod niklovih baterija. Četvrta slabost litij-ionskih baterija je što se u određenim okolnostima može pretjerano zagrijati, zbog čega može eksplodirati uz izazivanje požara.
Ove su baterije popularne u potrošačkoj elektronici, osobito kod mobilnih telefonskih uređaja. 
Osim kod te vrste elektronike, veliki kapacitet ovih baterija iskoristila je vojska za električna vozila i za letjelice. Uskoro se to prenijelo i na tržište velikih potrošačkih dobara. Prije 2010-ih krenuo je razvoj litij-ionskih baterija koje će pokretati automobile. Tvrtke koje su počele s proizvodnjom tih baterija za tržište su General Motors i Toyota.
Generacija baterija koja je prethodila litij-ionskim baterijama pripadala je niklovim baterijama, nikal-metal-hibrid baterija. Viša tehnološka razina od litij-ionske je litij-polimer baterija.
Nobelova nagrada za kemiju 2019. je dodijeljena trojici znanstvenika za suradničko unaprjeđenje odnosno razvoj litij-ionskih baterija.

## Vanjske poveznice
- JB Battery: About Lithium-ion Battery (engl.)